# Danh sách tiểu hành tinh: 20001–20100
| Tên                   | Tên đầu tiên | Ngày phát hiện       | Nơi phát hiện          | Người phát hiện                  |
| --------------------- | ------------ | -------------------- | ---------------------- | -------------------------------- |
| 20001 -               | 1991 CM      | 5 tháng 2 năm 1991   | Yorii                  | M. Arai, H. Mori                 |
| 20002 Tillysmith      | 1991 EM      | 10 tháng 3 năm 1991  | Siding Spring          | R. H. McNaught                   |
| 20003                 | 1991 EX2     | 11 tháng 3 năm 1991  | La Silla               | H. Debehogne                     |
| 20004 Audrey-Lucienne | 1991 GS6     | 8 tháng 4 năm 1991   | La Silla               | E. W. Elst                       |
| 20005 -               | 1991 GL7     | 8 tháng 4 năm 1991   | La Silla               | E. W. Elst                       |
| 20006 Albertus Magnus | 1991 GH11    | 11 tháng 4 năm 1991  | Tautenburg Observatory | F. Börngen                       |
| 20007 Marybrown       | 1991 LR      | 7 tháng 6 năm 1991   | Palomar                | C. S. Shoemaker, E. M. Shoemaker |
| 20008                 | 1991 NG3     | 4 tháng 7 năm 1991   | La Silla               | H. Debehogne                     |
| 20009                 | 1991 OY      | 18 tháng 7 năm 1991  | Palomar                | H. E. Holt                       |
| 20010 -               | 1991 PN2     | 2 tháng 8 năm 1991   | La Silla               | E. W. Elst                       |
| 20011                 | 1991 PD13    | 5 tháng 8 năm 1991   | Palomar                | H. E. Holt                       |
| 20012 Ranke           | 1991 RV4     | 13 tháng 9 năm 1991  | Tautenburg Observatory | F. Börngen, L. D. Schmadel       |
| 20013                 | 1991 RT26    | 11 tháng 9 năm 1991  | Palomar                | H. E. Holt                       |
| 20014                 | 1991 RM29    | 13 tháng 9 năm 1991  | Palomar                | H. E. Holt                       |
| 20015                 | 1991 SR      | 30 tháng 9 năm 1991  | Siding Spring          | R. H. McNaught                   |
| 20016 Rietschel       | 1991 TU13    | 8 tháng 10 năm 1991  | Tautenburg Observatory | F. Börngen                       |
| 20017 Alixcatherine   | 1991 TF14    | 2 tháng 10 năm 1991  | Palomar                | C. P. de Saint-Aignan            |
| 20018                 | 1991 UJ2     | 29 tháng 10 năm 1991 | Kushiro                | S. Ueda, H. Kaneda               |
| 20019 Yukiotanaka     | 1991 VN      | 2 tháng 11 năm 1991  | Kitami                 | A. Takahashi, K. Watanabe        |
| 20020 -               | 1991 VT      | 4 tháng 11 năm 1991  | Kani                   | Y. Mizuno, T. Furuta             |
| 20021 -               | 1991 VM6     | 6 tháng 11 năm 1991  | La Silla               | E. W. Elst                       |
| 20022 -               | 1991 VO7     | 3 tháng 11 năm 1991  | Kitt Peak              | Spacewatch                       |
| 20023 -               | 1992 AR      | 9 tháng 1 năm 1992   | Palomar                | E. F. Helin                      |
| 20024 Mayrémartínez   | 1992 BT2     | 30 tháng 1 năm 1992  | La Silla               | E. W. Elst                       |
| 20025 -               | 1992 DU7     | 29 tháng 2 năm 1992  | La Silla               | UESAC                            |
| 20026 -               | 1992 EP11    | 6 tháng 3 năm 1992   | La Silla               | UESAC                            |
| 20027 -               | 1992 EY14    | 1 tháng 3 năm 1992   | La Silla               | UESAC                            |
| 20028 -               | 1992 EZ21    | 1 tháng 3 năm 1992   | La Silla               | UESAC                            |
| 20029 -               | 1992 EB24    | 2 tháng 3 năm 1992   | La Silla               | UESAC                            |
| 20030 -               | 1992 EN30    | 1 tháng 3 năm 1992   | La Silla               | UESAC                            |
| 20031 -               | 1992 OO      | 27 tháng 7 năm 1992  | Palomar                | E. F. Helin                      |
| 20032 -               | 1992 PU      | 8 tháng 8 năm 1992   | Caussols               | E. W. Elst                       |
| 20033 -               | 1992 PR1     | 8 tháng 8 năm 1992   | Caussols               | E. W. Elst                       |
| 20034                 | 1992 PK2     | 2 tháng 8 năm 1992   | Palomar                | H. E. Holt                       |
| 20035 -               | 1992 SA4     | 24 tháng 9 năm 1992  | Kitt Peak              | Spacewatch                       |
| 20036 -               | 1992 UW1     | 21 tháng 10 năm 1992 | Kani                   | Y. Mizuno, T. Furuta             |
| 20037 Duke            | 1992 UW4     | 20 tháng 10 năm 1992 | Palomar                | C. S. Shoemaker, E. M. Shoemaker |
| 20038 -               | 1992 UN5     | 16 tháng 10 năm 1992 | Kitami                 | K. Endate, K. Watanabe           |
| 20039                 | 1992 WJ      | 16 tháng 11 năm 1992 | Kushiro                | S. Ueda, H. Kaneda               |
| 20040 -               | 1992 WT3     | 21 tháng 11 năm 1992 | Geisei                 | T. Seki                          |
| 20041                 | 1992 YH      | 18 tháng 12 năm 1992 | Yakiimo                | A. Natori, T. Urata              |
| 20042 -               | 1993 CK1     | 15 tháng 2 năm 1993  | Yatsugatake            | Y. Kushida, O. Muramatsu         |
| 20043 Ellenmacarthur  | 1993 EM      | 2 tháng 3 năm 1993   | Siding Spring          | R. H. McNaught                   |
| 20044 -               | 1993 FV1     | 23 tháng 3 năm 1993  | Caussols               | E. W. Elst                       |
| 20045 -               | 1993 FV11    | 17 tháng 3 năm 1993  | La Silla               | UESAC                            |
| 20046 -               | 1993 FE15    | 17 tháng 3 năm 1993  | La Silla               | UESAC                            |
| 20047 -               | 1993 FD18    | 17 tháng 3 năm 1993  | La Silla               | UESAC                            |
| 20048 -               | 1993 FF19    | 17 tháng 3 năm 1993  | La Silla               | UESAC                            |
| 20049 -               | 1993 FZ20    | 21 tháng 3 năm 1993  | La Silla               | UESAC                            |
| 20050 -               | 1993 FO21    | 21 tháng 3 năm 1993  | La Silla               | UESAC                            |
| 20051 -               | 1993 FE26    | 21 tháng 3 năm 1993  | La Silla               | UESAC                            |
| 20052 -               | 1993 FS27    | 21 tháng 3 năm 1993  | La Silla               | UESAC                            |
| 20053 -               | 1993 FK29    | 21 tháng 3 năm 1993  | La Silla               | UESAC                            |
| 20054 -               | 1993 FX37    | 19 tháng 3 năm 1993  | La Silla               | UESAC                            |
| 20055 -               | 1993 FB47    | 19 tháng 3 năm 1993  | La Silla               | UESAC                            |
| 20056 -               | 1993 FU64    | 21 tháng 3 năm 1993  | La Silla               | UESAC                            |
| 20057 -               | 1993 GC      | 13 tháng 4 năm 1993  | Kiyosato               | S. Otomo                         |
| 20058 -               | 1993 OM8     | 20 tháng 7 năm 1993  | La Silla               | E. W. Elst                       |
| 20059 -               | 1993 OY9     | 20 tháng 7 năm 1993  | La Silla               | E. W. Elst                       |
| 20060 Johannforster   | 1993 PV5     | 15 tháng 8 năm 1993  | Caussols               | E. W. Elst                       |
| 20061 -               | 1993 QS1     | 16 tháng 8 năm 1993  | Caussols               | E. W. Elst                       |
| 20062 -               | 1993 QB3     | 20 tháng 8 năm 1993  | Palomar                | E. F. Helin                      |
| 20063 -               | 1993 RC4     | 15 tháng 9 năm 1993  | La Silla               | E. W. Elst                       |
| 20064 -               | 1993 RV4     | 15 tháng 9 năm 1993  | La Silla               | E. W. Elst                       |
| 20065 -               | 1993 RK5     | 15 tháng 9 năm 1993  | La Silla               | E. W. Elst                       |
| 20066 -               | 1993 TM4     | 8 tháng 10 năm 1993  | Kitt Peak              | Spacewatch                       |
| 20067 -               | 1993 TN24    | 9 tháng 10 năm 1993  | La Silla               | E. W. Elst                       |
| 20068 -               | 1993 TE34    | 9 tháng 10 năm 1993  | La Silla               | E. W. Elst                       |
| 20069 -               | 1993 TD37    | 9 tháng 10 năm 1993  | La Silla               | E. W. Elst                       |
| 20070 Koichiyuko      | 1993 XL      | 8 tháng 12 năm 1993  | Oizumi                 | T. Kobayashi                     |
| 20071 -               | 1994 AG      | 2 tháng 1 năm 1994   | Oizumi                 | T. Kobayashi                     |
| 20072 -               | 1994 AG1     | 7 tháng 1 năm 1994   | Oizumi                 | T. Kobayashi                     |
| 20073 Yumiko          | 1994 AN2     | 9 tháng 1 năm 1994   | Oizumi                 | T. Kobayashi, H. Fujii           |
| 20074 Laskerschüler   | 1994 AF16    | 14 tháng 1 năm 1994  | Tautenburg Observatory | F. Börngen                       |
| 20075 -               | 1994 BX      | 19 tháng 1 năm 1994  | Oizumi                 | T. Kobayashi                     |
| 20076 -               | 1994 BH1     | 23 tháng 1 năm 1994  | Oizumi                 | T. Kobayashi                     |
| 20077 -               | 1994 CX9     | 7 tháng 2 năm 1994   | La Silla               | E. W. Elst                       |
| 20078 -               | 1994 CO16    | 8 tháng 2 năm 1994   | La Silla               | E. W. Elst                       |
| 20079 -               | 1994 EP      | 4 tháng 3 năm 1994   | Oizumi                 | T. Kobayashi                     |
| 20080 -               | 1994 EO1     | 7 tháng 3 năm 1994   | Kitami                 | K. Endate, K. Watanabe           |
| 20081 Occhialini      | 1994 EE3     | 12 tháng 3 năm 1994  | Cima Ekar              | V. Goretti, M. Tombelli          |
| 20082 -               | 1994 EG7     | 9 tháng 3 năm 1994   | Caussols               | E. W. Elst                       |
| 20083 -               | 1994 GE      | 3 tháng 4 năm 1994   | Oizumi                 | T. Kobayashi                     |
| 20084 Buckmaster      | 1994 GU9     | 6 tháng 4 năm 1994   | Palomar                | C. S. Shoemaker, D. H. Levy      |
| 20085                 | 1994 LC      | 1 tháng 6 năm 1994   | Dynic                  | A. Sugie                         |
| 20086                 | 1994 LW      | 12 tháng 6 năm 1994  | Siding Spring          | R. H. McNaught                   |
| 20087 -               | 1994 PC7     | 10 tháng 8 năm 1994  | La Silla               | E. W. Elst                       |
| 20088 -               | 1994 PQ10    | 10 tháng 8 năm 1994  | La Silla               | E. W. Elst                       |
| 20089 -               | 1994 PA14    | 10 tháng 8 năm 1994  | La Silla               | E. W. Elst                       |
| 20090 -               | 1994 PN16    | 10 tháng 8 năm 1994  | La Silla               | E. W. Elst                       |
| 20091 -               | 1994 PK20    | 12 tháng 8 năm 1994  | La Silla               | E. W. Elst                       |
| 20092 -               | 1994 PL22    | 12 tháng 8 năm 1994  | La Silla               | E. W. Elst                       |
| 20093 -               | 1994 PN22    | 12 tháng 8 năm 1994  | La Silla               | E. W. Elst                       |
| 20094 -               | 1994 PS26    | 12 tháng 8 năm 1994  | La Silla               | E. W. Elst                       |
| 20095 -               | 1994 PG35    | 10 tháng 8 năm 1994  | La Silla               | E. W. Elst                       |
| 20096 -               | 1994 TZ      | 2 tháng 10 năm 1994  | Kitami                 | K. Endate, K. Watanabe           |
| 20097                 | 1994 UL2     | 31 tháng 10 năm 1994 | Kushiro                | S. Ueda, H. Kaneda               |
| 20098 -               | 1994 WC2     | 24 tháng 11 năm 1994 | Kitami                 | K. Endate, K. Watanabe           |
| 20099                 | 1994 WB3     | 28 tháng 11 năm 1994 | Kushiro                | S. Ueda, H. Kaneda               |
| 20100 -               | 1994 XM      | 4 tháng 12 năm 1994  | Oizumi                 | T. Kobayashi                     |